# 八月十五殺韃子
八月十五殺韃子為元末在廣為流傳的一個故事，概要是元末，廣大中原人民不堪元朝政府的殘暴統治，明太祖朱元璋揭竿反元，但元軍控制嚴密，義軍無法傳遞消息，適逢中秋節將至，劉伯溫獻計，在中秋節互贈的月餅裡面夾紙條，上面寫著「八月十五殺韃子」。

## 故事起源和傳播
此事之時、地未見於各史冊記載，僅止於傳說故事。故事的雛形見於清朝光緒首次刊行的偽書《燼餘錄》，該故事是描繪蒙古兵進入蘇州吳縣後對當地的殘虐。後來有人摘採《元史》及蒙古族相傳元朝虐政的記載加以改編，當劉伯溫作策劃月餅傳訊的主謀，合成完整的「八月十五殺韃子」傳奇故事。
此故事結合劉伯溫《燒餅歌》讖言預測滿清滅亡的傳說，以蒙元影射滿清，配合「驅除韃虜、恢復中華」的漢民族革命的宣傳，於清末至民初的反清排滿浪潮中迅速傳播。變為家傳戶誦的中秋民間傳說，直至現在。辛亥革命时，在陕西，八月十五殺韃子成为清末革命團體鼓动革命的口号。革命党在各城張貼標語，鼓動造反，民间大量流传八月十五杀鞑子的说法。

## 幸運餅乾
美式中餐常見的飯後甜品幸運餅乾有一種起源論是來自於本故事，但很有可能該起源只是後人的一種附會，與本故事並無實質性的關聯。關於幸運餅乾的起源，一說為由於到美國修築鐵路的華工沒有材料製作月餅，或有用餅乾代替，由此成為製作幸運餅乾的靈感來源。